# Rilian
Rilian (Engels: Rilian) is een personage uit De zilveren stoel en Het laatste gevecht van De Kronieken van Narnia door C.S. Lewis.

## De zilveren stoel
Rilian is de enige zoon van Caspian X en de dochter van Ramandoe, die deze had meegebracht van zijn reis naar het einde van de wereld. Caspian moet ongeveer zestig zijn geweest, toen Rilian werd geboren, want Caspian is ongeveer negentig als hij sterft, vlak voordat hij zijn zoon terugziet. Rilian is dan ongeveer dertig.
Rilian wordt waarschijnlijk geboren op Cair Paravel, de residentie van Caspian X. Hij groeit op aan het hof, waar hij zijn opleiding en training krijgt en een jonge ridder wordt. Een van zijn beste vrienden is Drinian, de oude kapitein van het schip De Dageraad.
Als hij met zijn moeder en een gezelschap van het hof naar het noorden rijdt, wordt zijn moeder door een slang gedood. Rilian kan dat niet verwerken en gaat op jacht naar de slang. Deze vindt hij niet, maar hij vindt wel een jonge vrouw, op wie hij verliefd wordt. Als Rilian dit aan Drinian verteld heeft, verdwijnt hij de volgende dag. Velen gaan op zoek naar hem, maar al deze personen verdwijnen ook. Daarom verbiedt Caspian nog langer naar zijn zoon te zoeken.
Als tien jaar later Caspian de moed heeft opgegeven en Aslan tegemoet wil varen, komen Jill Pool en Eustaas Schreutel, met een opdracht van Aslan en vier aanwijzingen om Rilian te gaan zoeken. Ze komen aan bij Cair Paravel, maar missen Caspian net. Omdat Glimveer bang is dat Trompoen hen niet wil laten gaan, "ontvoert" hij hen uit Cair Paravel en brengt hen naar Puddelglum.
Samen met hem gaan ze op zoek naar Rilian. Ze raken de weg kwijt, onder andere doordat een jonkvrouw met de ridder in het zwart een verkeerde aanwijzing geeft, en kruipen tijdens een vlucht in een gat, waar ze in vallen. Ze worden dan gevangengenomen door aardmannen die hen bij een ridder in een zwarte kleding brengen, in een ondergrondse stad.
De ridder noemt de naam van Aslan. Dat is een van de aanwijzingen die Aslan heeft gegeven en daaruit blijkt dat de ridder de gezochte prins is. Hij is betoverd door de Vrouwe met het Groene Gewaad, door middel van een zilveren stoel. Jill, Eustaas en Puddeglum bevrijden hem. Rilian komt weer bij zinnen, waarna ze hem erkennen als hun prins.
De Vrouwe met het Groene Gewaad komt dan terug en probeert hen te betoveren, maar door het optreden van Puddelglum wordt dat voorkomen. De Vrouwe verandert in een slang, dezelfde die Rilians moeder had gedood, maar Rilian en Puddelglum doden haar. Samen vluchten zij dan naar Narnia, waar de Narniërs Rilian als hun prins herkennen.
Als Caspian de volgende dag terugkomt van zijn reis naar het oosten, staat Rilian hem op te wachten. Caspian kan Rilian nog net zijn zoon omhelzen en zegenen, voordat hij sterft. Rilian begraaft zijn vader en wordt zelf de nieuwe koning van Narnia.

## Het laatste gevecht
Het is hierin al 200 jaar geleden dat Rillian gestorven is, Tirian is van de zevende generatie na Rilian. Rillian is ook in de tuin, in het nieuwe Narnia, samen met al de andere helden van Narnia. Hij wordt daar "Koning Rilian, de Onttoverde" genoemd.